# 澳洲證券暨投資委員會
澳洲證券暨投資委員會（英語：Australian Securities and Investments Commission），為澳洲全國企業的監管機關，是澳洲政府的獨立委員會，其權力與範圍由《2001年澳洲證券暨投資委員會法》所規定。澳洲證券暨投資委員會的責任範圍包括企業監管、金融服務（包含保險、證券及衍生性金融商品等）、提升金融素養等，並落實相關法規以保護澳洲消費者、投資人及債權人。
澳洲證券暨投資委員會隸屬於國庫部長，負責執行以下法規：
- （簡稱《ASIC法》）[3][4]
- 《2011年商業名稱註冊法》（Business Names Registration Act 2011）
- 《2001年公司法》（Corporations Act 2001）
- 《1984年保險契約法》（Insurance Contracts Act 1984）
- 《2009年國家消費者信用保護法》（National Consumer Credit Protection Act 2009，簡稱《國家信用法》）

## 歷史
澳洲證券暨投資委員會的前身為澳洲證券委員會（Australian Securities Commission, ASC），於1991年1月1日根據《1989年ASC法》（ASC Act 1989）成立，旨在於統一澳洲各地的企業監管機關，取代全國公司及證券委員會（National Companies and Securities Commission）與各州及各領地的企業事務部門（Corporate Affairs Offices）。澳洲證券委員會於1998年7月1日更為現名，並開始負責年金、保險及存款業務的消費者保護。此後，其責任範圍進一步擴展，2002年新增了對信用的監管，2009年成為澳洲證券交易所之主管機關，以及2011年新增對電子證券交易平台的監管。

## ASIC 註冊系統
澳洲證券暨投資委員會負責並維護澳洲的企業及商業名稱登錄，這些資料可線上查詢。可查詢的組織類型包括企業、註冊機關、外國企業、協會、管理投資計劃以及未登錄團體。

## 外部連結
- 澳洲證券暨投資委員會 （页面存档备份，存于）
- MoneySmart （页面存档备份，存于） – 澳洲證券暨投資委員會的消費者網站